# Collegio di Ludlow
Ludlow è stato un collegio elettorale inglese situato nello Shropshire, nelle Midlands Occidentali, rappresentato alla Camera dei comuni del Parlamento del Regno Unito. Eleggeva un membro del parlamento con il sistema first-past-the-post, ossia maggioritario a turno unico; il collegio è stato abolito in occasione della revisione periodica del 2024.

## Estensione
- 1885-1918: parti dei Borough di Ludlow, Bridgnorth e Wenlock, le divisioni sessionali di Bishop's Castle, Brinstree South and Stottesden Chelmarsh, Burford, Clun and Purslow, Munslow Lower and Upper, and Stottesden Cleobury e Ovens and Stottesden.
- 1918-1950: i Borough di Ludlow, Bridgnorth e Bishop's Castle, il distretto urbano di Church Stretton, e i distretti rurali di Bridgnorth, Burford, Church Stretton, Cleobury Mortimer, Clun, Ludlow e Teme.
- 1950-1974: i Borough di Ludlow, Bridgnorth, Bishop's Castle e Wenlock, il distretto urbano di Church Stretton, e i distretti rurali di Bridgnorth, Clun e Ludlow.
- 1974-1983: i distretti rurali di Bridgnorth, Clun and Bishop's Castle e Ludlow.
- 1983-1997: il distretto di South Shropshire, e il distretto di Bridgnorth.
- 1997-2010: il distretto di South Shropshire, e i ward del distretto di Bridgnorth di Alveley, Bridgnorth Castle, Bridgnorth East, Bridgnorth Morfe, Bridgnorth West, Broseley, Claverley, Ditton Priors, Glazeley, Harrington, Highley, Kinlet, Much Wenlock, Morville, Stottesdon e Worfield.
- 2010-2024: il distretto di South Shropshire, e i ward del distretto di Bridgnorth di Alveley, Bridgnorth Castle, Bridgnorth East, Bridgnorth Morfe, Bridgnorth West, Broseley East, Broseley West, Claverley, Ditton Priors, Glazeley, Harrington, Highley, Much Wenlock, Morville, Stottesdon e Worfield.

## Membri del parlamento dal 1885
| Elezione | Elezione                   | Deputato           | Partito            |
| -------- | -------------------------- | ------------------ | ------------------ |
|          | 1885                       | Robert Jasper More | Liberale           |
|          | 1886                       | Robert Jasper More | Liberale Unionista |
| 1903 (S) | Rowland Hunt               |                    | Liberale Unionista |
|          | Rowland Hunt               | 1917               | Nazionale          |
|          | Rowland Hunt               | 1918               | Unionista          |
| 1918     | Beville Stanier            |                    | Unionista          |
| 1922     | Ivor Windsor-Clive         |                    | Unionista          |
| 1923     | George Windsor-Clive       |                    | Unionista          |
| 1945     | Uvedale Corbett            | Conservatore       |                    |
| 1951     | Christopher Holland-Martin | Conservatore       |                    |
| 1960 (S) | Jasper More                | Conservatore       |                    |
| 1979     | Eric Cockeram              | Conservatore       |                    |
| 1987     | Christopher Gill           | Conservatore       |                    |
|          | 2001                       | Matthew Green      | Lib Dem            |
|          | 2005                       | Philip Dunne       | Conservatore       |
|          | 2024                       | Collegio abolito   | Collegio abolito   |

## Elezioni

### Elezioni negli anni 2010
| Partito                    | Partito                                   | Candidato                  | Risultati 12 dicembre 2019 | Risultati 12 dicembre 2019 |
| Partito                    | Partito                                   | Candidato                  | Voti                       | %                          |
| -------------------------- | ----------------------------------------- | -------------------------- | -------------------------- | -------------------------- |
|                            | Conservatore                              | Philip Dunne               | 32 185                     | 64,08                      |
|                            | Lib Dem                                   | Heather Kidd               | 8 537                      | 17,00                      |
|                            | Laburista                                 | Kuldip Sahota              | 7 591                      | 15,11                      |
|                            | Verdi                                     | Hilary Wendt               | 1 912                      | 3,81                       |
|                            |                                           |                            |                            |                            |
| Iscritti                   | Iscritti                                  | Iscritti                   | 69 442                     | 100,00                     |
| ↳ Votanti (% su iscritti)  | ↳ Votanti (% su iscritti)                 | ↳ Votanti (% su iscritti)  | 50 225                     | 72,33                      |
| ↳ Astenuti (% su iscritti) | ↳ Astenuti (% su iscritti)                | ↳ Astenuti (% su iscritti) | 19 217                     | 27,67                      |
|                            |                                           |                            |                            |                            |
|                            | Esito: collegio confermato a Conservatore |                            |                            |                            |

| Partito                    | Partito                                   | Candidato                  | Risultati 8 giugno 2017 | Risultati 8 giugno 2017 |
| Partito                    | Partito                                   | Candidato                  | Voti                    | %                       |
| -------------------------- | ----------------------------------------- | -------------------------- | ----------------------- | ----------------------- |
|                            | Conservatore                              | Philip Dunne               | 31 433                  | 62,90                   |
|                            | Laburista                                 | Julia Buckley              | 12 147                  | 24,31                   |
|                            | Lib Dem                                   | Heather Kidd               | 5 336                   | 10,68                   |
|                            | Verdi                                     | Hilary Wendt               | 1 054                   | 2,11                    |
|                            |                                           |                            |                         |                         |
| Iscritti                   | Iscritti                                  | Iscritti                   | 68 079                  | 100,00                  |
| ↳ Votanti (% su iscritti)  | ↳ Votanti (% su iscritti)                 | ↳ Votanti (% su iscritti)  | 49 970                  | 73,40                   |
| ↳ Astenuti (% su iscritti) | ↳ Astenuti (% su iscritti)                | ↳ Astenuti (% su iscritti) | 18 109                  | 26,60                   |
|                            |                                           |                            |                         |                         |
|                            | Esito: collegio confermato a Conservatore |                            |                         |                         |

| Partito                    | Partito                                   | Candidato                  | Risultati 7 maggio 2015 | Risultati 7 maggio 2015 |
| Partito                    | Partito                                   | Candidato                  | Voti                    | %                       |
| -------------------------- | ----------------------------------------- | -------------------------- | ----------------------- | ----------------------- |
|                            | Conservatore                              | Philip Dunne               | 26 093                  | 54,29                   |
|                            | UKIP                                      | David Kelly                | 7 164                   | 14,91                   |
|                            | Lib Dem                                   | Charlotte Barnes           | 6 469                   | 13,46                   |
|                            | Laburista                                 | Simon Slater               | 5 902                   | 12,28                   |
|                            | Verdi                                     | Janet Phillips             | 2 435                   | 5,07                    |
|                            |                                           |                            |                         |                         |
| Iscritti                   | Iscritti                                  | Iscritti                   | 66 385                  | 100,00                  |
| ↳ Votanti (% su iscritti)  | ↳ Votanti (% su iscritti)                 | ↳ Votanti (% su iscritti)  | 48 063                  | 72,40                   |
| ↳ Astenuti (% su iscritti) | ↳ Astenuti (% su iscritti)                | ↳ Astenuti (% su iscritti) | 18 322                  | 27,60                   |
|                            |                                           |                            |                         |                         |
|                            | Esito: collegio confermato a Conservatore |                            |                         |                         |

| Partito                            | Partito                                   | Candidato                          | Risultati 6 maggio 2010 | Risultati 6 maggio 2010 |
| Partito                            | Partito                                   | Candidato                          | Voti                    | %                       |
| ---------------------------------- | ----------------------------------------- | ---------------------------------- | ----------------------- | ----------------------- |
|                                    | Conservatore                              | Philip Dunne                       | 25 720                  | 52,78                   |
|                                    | Lib Dem                                   | Heather Kidd                       | 15 971                  | 32,77                   |
|                                    | Laburista                                 | Tony Hunt                          | 3 272                   | 6,71                    |
|                                    | UKIP                                      | Christopher Gill                   | 2 127                   | 4,36                    |
|                                    | BNP                                       | Christina Evans                    | 1 016                   | 2,08                    |
|                                    | Verdi                                     | Jacqui Morrish                     | 447                     | 0,92                    |
|                                    | Monster Raving Loony                      | Alan Powell                        | 179                     | 0,37                    |
|                                    |                                           |                                    |                         |                         |
| Iscritti                           | Iscritti                                  | Iscritti                           | 66 664                  | 100,00                  |
| ↳ Votanti (% su iscritti)          | ↳ Votanti (% su iscritti)                 | ↳ Votanti (% su iscritti)          | 48 732                  | 73,10                   |
| ↳ Voti validi (% su votanti)       | ↳ Voti validi (% su votanti)              | ↳ Voti validi (% su votanti)       | 48 732                  | 100,00                  |
| ↳ Schede non valide (% su votanti) | ↳ Schede non valide (% su votanti)        | ↳ Schede non valide (% su votanti) | 0                       | 0,00                    |
| ↳ Astenuti (% su iscritti)         | ↳ Astenuti (% su iscritti)                | ↳ Astenuti (% su iscritti)         | 17 932                  | 26,90                   |
|                                    |                                           |                                    |                         |                         |
|                                    | Esito: collegio confermato a Conservatore |                                    |                         |                         |

### Elezioni negli anni 2000
| Partito                    | Partito                                         | Candidato                  | Risultati 5 maggio 2005 | Risultati 5 maggio 2005 |
| Partito                    | Partito                                         | Candidato                  | Voti                    | %                       |
| -------------------------- | ----------------------------------------------- | -------------------------- | ----------------------- | ----------------------- |
|                            | Conservatore                                    | Philip Dunne               | 20 979                  | 45,08                   |
|                            | Lib Dem                                         | Matthew Green              | 18 952                  | 40,72                   |
|                            | Laburista                                       | Nigel Knowles              | 4 974                   | 10,69                   |
|                            | Verdi                                           | Jim Gaffney                | 852                     | 1,83                    |
|                            | UKIP                                            | Michael Zuckerman          | 783                     | 1,68                    |
|                            |                                                 |                            |                         |                         |
| Iscritti                   | Iscritti                                        | Iscritti                   | 64 549                  | 100,00                  |
| ↳ Votanti (% su iscritti)  | ↳ Votanti (% su iscritti)                       | ↳ Votanti (% su iscritti)  | 46 540                  | 72,10                   |
| ↳ Astenuti (% su iscritti) | ↳ Astenuti (% su iscritti)                      | ↳ Astenuti (% su iscritti) | 18 009                  | 27,90                   |
|                            |                                                 |                            |                         |                         |
|                            | Esito: collegio passa da Lib Dem a Conservatore |                            |                         |                         |

| Partito                    | Partito                                         | Candidato                  | Risultati 7 giugno 2001 | Risultati 7 giugno 2001 |
| Partito                    | Partito                                         | Candidato                  | Voti                    | %                       |
| -------------------------- | ----------------------------------------------- | -------------------------- | ----------------------- | ----------------------- |
|                            | Lib Dem                                         | Matthew Green              | 18 620                  | 43,18                   |
|                            | Conservatore                                    | Martin Taylor-Smith        | 16 990                  | 39,40                   |
|                            | Laburista                                       | Nigel Knowles              | 5 785                   | 13,41                   |
|                            | Verdi                                           | Jim Gaffney                | 871                     | 2,02                    |
|                            | UKIP                                            | Phil Gutteridge            | 858                     | 1,99                    |
|                            |                                                 |                            |                         |                         |
| Iscritti                   | Iscritti                                        | Iscritti                   | 63 511                  | 100,00                  |
| ↳ Votanti (% su iscritti)  | ↳ Votanti (% su iscritti)                       | ↳ Votanti (% su iscritti)  | 43 124                  | 67,90                   |
| ↳ Astenuti (% su iscritti) | ↳ Astenuti (% su iscritti)                      | ↳ Astenuti (% su iscritti) | 20 387                  | 32,10                   |
|                            |                                                 |                            |                         |                         |
|                            | Esito: collegio passa da Conservatore a Lib Dem |                            |                         |                         |

## Risultati dei referendum

### Referendum sulla permanenza del Regno Unito nell'Unione europea del 2016
|             | Collegio | Lasciare UE % | Rimanere in UE % |
| ----------- | -------- | ------------- | ---------------- |
|             | Ludlow   | 58,5%         | 41,5%            |
| Inghilterra | 53,3%    | 46,7%         |                  |
| Regno Unito | 51,9%    | 48,1%         |                  |